# Le Royaume de Tobin
Le Royaume de Tobin (titre original : The Tamír Triad) est une série littéraire de fantasy et écrite par Lynn Flewelling. À l’origine, c'est une trilogie en version anglaise, mais pour la version française, chaque livre a été scindé en deux, donnant ainsi une série de six livres. En 2011 et 2012, l'éditeur français J'ai lu a réédité les volumes en intégral, correspondant aux trois tomes de la version originale. 

## Résumé
Le livre raconte l’histoire d’une enfant destinée à être Reine. Car dans le royaume de Skala, une prophétie a mené les femmes au pouvoir, et tant qu’une femme règnera, le royaume sera protégé. Cependant son sexe féminin doit être caché, car son oncle Erius, l’usurpateur au trône, a décidé d’écarter toutes les femmes de la lignée royale pour conserver la couronne. 
C’est alors qu’intervient Iya, une maîtresse magicienne. Confrontée à une vision de l’oracle, elle apprend qu’elle doit s’allier avec une sorcière pour protéger l’enfant encore non-née de la haine de son oncle. Ensemble, avec l’apprenti d’Iya, Arkoniel, ils se rendent dans la demeure du Duc Rhius et de la Princesse Ariani pour l’assister durant l’accouchement. Ils sacrifient la vie du garçon jumeau pour sauver celle de sa jumelle et ainsi sauver le royaume de Skala. Le sexe de l’enfant est dissimulé grâce à la magie noire de la sorcière. Mais les choses ne sont pas si faciles car le sacrifice d’une vie n’est jamais sans conséquence… 
Élevée comme un garçon, Tobin grandit sans connaître son passé, sans savoir qui est ce fantôme qui la suit partout, sans savoir ce qui l’attend. Personne ne sait que sous son accoutrement masculin, ni même elle, Tobin est en réalité une fille. Arrivée à l’âge de 12 ans, elle rejoint, avec son écuyer Ki, les Compagnons Royaux, où elle rencontrera son cousin Korin, le prince héritier, et son oncle Erius, l’usurpateur au trône. 
Mais la vérité finit toujours par éclater et un jour, Tobin doit prendre les rênes de la vie à laquelle elle était destinée, doit devenir une femme, pour reprendre sa place sur le trône. 

## Résumés

### Les Jumeaux(The Bone doll’s twin)
D'après une prophétie donnée par l'Oracle, le Royaume de Skala ne peut prospérer que s'il est dirigé par des reines guerrières. Cependant Erius, frère de la princesse Ariani, héritière au trône, s'empare du pouvoir et parvient à éliminer toutes les prétendantes au trône. Il ne reste que sa sœur, enceinte de jumeaux. Pendant ses années de règne, Skala est assiégée par la peste et attaquée sans relâche par Plénimar, le royaume voisin. C'est alors qu'Iya, puissante magicienne, reçoit une vision de l'Oracle selon laquelle la fille d'Ariani sera la prochaine Reine qui rétablira l'ordre au Royaume de Skala. Avec l'aide de son apprenti Arkoniel et de Lhel, une sorcière des montagnes, elle décide de sacrifier l'enfant mâle pour assurer la sécurité et la survie de sa sœur. Lhel donne à la petite fille l'apparence de son frère mort. Cependant, l'esprit de l'enfant mâle a survécu et reste aux côtés de sa sœur pour la martyriser. Tobin grandit à l'écart de la cour, dans un vieux fort avec sa famille brisée, en ignorant qu'il est une fille.  

### Les Années d’apprentissage
Tobin, ignorant toujours sa véritable nature, grandit à l'écart du monde, n'ayant pour toute autre compagnie que des adultes et l'esprit maléfique de son frère. Arkoniel, alerté par la solitude de l'enfant, prie le Duc Rhius de trouver un camarade pour Tobin. C'est Iya qui trouve Ki et avec lui, Tobin découvre pour la première fois l'amitié et la camaraderie. Les années passent, et un jour, Tobin est convoqué à la cour du Roi pour commencer son éducation chez les Compagnons Royaux. Accompagné de Ki et de Tharin, il se retrouve projeté dans un univers dont il n'a aucune connaissance. Il s'y fait cependant des amis et rencontre enfin son cousin Korin, le prince héritier. Comme si les problèmes à la cour ne suffisaient pas, voilà que Dame Nature fait son apparition et Tobin se voit obligé de galoper chez lui pour en apprendre plus. 

### L’Éveil du sang(Hidden Warrior)
L’heure des révélations a enfin sonné pour Tobin : Arkoniel et Lhel lui révèlent qu’il est une fille et qu’une prophétie l’a destiné à reprendre la couronne à son oncle pour assurer la paix dans le Royaume de Skala. Mais il n’a que 12 ans, il n’est pas encore prêt pour ce rôle. Il doit apprendre à cacher son secret à tous, même à son meilleur ami Ki, pour les protéger de Nyrin, le magicien à la botte du Roi. Maintenant que Tobin sait qu’il est en réalité une fille, il comprend mieux les sentiments qui l’assaillent lorsqu’il se retrouve en présence de Ki. Pendant ce temps, Iya et Arkoniel réunissent les magiciens libres de Skala désireux de se battre pour la cause de la future Reine. 

### La Révélation
Aliya, la maîtresse de Korin, attend un enfant. Nouvelle extraordinaire pour les Compagnons, car Korin ne pourra se marier tant qu’il n’aura pas connu son baptême du sang. Le Roi son père les envoie se battre contre une bande de bandits. C’est alors que les Compagnons vont s’apercevoir que la réalité des combats est bien différente de l’entraînement. Au retour, plusieurs mauvaises nouvelles se succèdent : Aliya meurt en couches, la peste déferle sur Ero et Plénimar attaque la capitale. Erius envoie Tobin chercher ses troupes à Atyion et c’est à ce moment-là que Tobin révèle sa vraie nature à son peuple ainsi qu’à ses amis. Elle prend le nom de Tamir II et lève une armée pour partir à la rescousse d’Ero. Les Plénimariens vaincus, elle se tourne vers Korin, devenu Roi sans cérémonie et qui a fui la capitale entouré du reste de ses Compagnons et des vassaux de son défunt père. Bien qu’elle aime fraternellement son cousin et aimerait empêcher une guerre civile, elle sait qu’elle n’aura de repos tant que la couronne et l’épée royale ne seront pas entre ses mains. 

### La Troisième Orëska(The Oracle’s Queen)
Tobin, devenue Tamir II, doit récupérer la couronne et l’épée royale et pour cela lancer son armée contre son cousin Korin. Avec les conseils et l’aide des vassaux de son père et de ses amis, elle doit essayer de gagner à sa cause son peuple, lever une armée et garder ses amis auxquels elle a dû mentir pendant toute son enfance. Une guerre civile semble inévitable. Mais la victoire de Tamir semble presque sûre, grâce à la vision de l’Oracle la prédestinant à être Reine et surtout à l’inestimable aide de la Troisième Oreska, une association de magiciens libres, réunis par Iya et Arkoniel. En outre, elle doit s’occuper de Frère, l’esprit maléfique de son jumeau sacrifié, qui lui demande de le venger. 

### La Reine de l’Oracle
Maintenant qu’elle a été officiellement proclamée Reine par l’Oracle, Tamir doit renforcer son autorité sur Skala. En premier, elle envoie ses généraux et vassaux s’assurer, de gré ou de force, de la loyauté de certains vassaux n’ayant pas encore montré leurs allégeances. En second, elle entreprend un voyage, avec toute son armée, vers un endroit dont elle a rêvé plusieurs fois, où elle érigera sa future capitale. C’est là qu’elle livrera enfin bataille à Korin. En outre, elle se sent irrémédiablement attirée par Ki, jadis son écuyer et compagnon depuis son enfance. Même s’il l’aime depuis le premier jour, le jeune homme éprouve des difficultés face au changement de sexe de son amie et ne sait plus comment se comporter avec elle. 

## Personnages

### Personnages principaux
- Tobin : Tamir
- Frère : frère de Tobin qui a été sacrifié pour que Tobin puisse vivre, esprit vengeur
- Ki : écuyer de Tobin
- Princesse Ariani : mère de Tobin
- Duc Rhius : père de Tobin
- Roi Erius : oncle de Tobin et Roi de Skala
- Korin : cousin de Tobin, fils du Roi Erius et héritier du trône
- Iya : magicienne ayant eu la vision de Tamir, la nouvelle Reine
- Arkoniël : magicien apprenti d’Iya qui poursuivra sa propre voie vers une union des magiciens libres de Skala
- Lhel : sorcière pratiquant de la sang magie appelée à tortnécromancie par les habitants de Skala
- Nyrin : magicien attitré du Roi Erius

### Personnages secondaires
- Tharin : écuyer du Duc Rhius
- Aliya : première épouse de Korin, meurt en couches
- Maître Porion : maître d’Armes des Compagnons
- Nari : nurse de Tobin
- Alben, Mago, Caliel, Lutha, Nikides, Lynx, Zusthra, Orneus : font partie des Compagnons
- Barieus : fait partie des Compagnons, écuyer de Lutha
- Myrilin : fait partie des Compagnons, écuyer de Caliel
- Nalia : pupille de Nyrin, deuxième épouse de Korin
- Tanil : fait partie des Compagnons, écuyer de Korin
- Lord Solaris, Lord Nyanis : vassaux et amis du Duc Rhius
- Lord Jorvai
- Ahra : sœur de Ki
- Una : amie de Tobin et fait partie des Compagnons de la Reine Tamir
- Arengil : ami de Tobin et fait partie des Compagnons de la Reine Tamir
- Grannia
- Saruel : magicienne
- Chancelier Hylus : grand père de Nikidès, chancelier à la cour du Roi Erius
- Lord Rheynaris : vassal du Roi Erius
- Tamir I
- Moriel, dit le crapaud, mouchard de Nyrin.